# Grand Theft Auto V
Grand Theft Auto V (сокр. GTA V) — компьютерная игра в жанре action-adventure с открытым миром, разработанная компанией Rockstar North и изданная компанией Rockstar Games. Изначально игра была выпущена для игровых консолей PlayStation 3 и Xbox 360 в 2013 году, в 2014 году переиздана для PlayStation 4 и Xbox One, в 2015 году для Windows и в 2022 году для PlayStation 5 и Xbox Series X/S. Является пятнадцатой по счёту игрой серии Grand Theft Auto и следующей крупной игрой после Grand Theft Auto IV, выпущенной в 2008 году. В России и СНГ издателем Grand Theft Auto V выступает компания 1С-СофтКлаб.
Действие игры происходит в вымышленном штате Сан-Андреас, прообразом которого послужила Южная Калифорния. Сюжет в однопользовательском режиме строится вокруг приключений троих грабителей, устраивающих всё более дерзкие ограбления и противостоящих как организованной преступности, так и правоохранительным ведомствам. В процессе игры игрок управляет выбранным персонажем в режиме от первого или от третьего лица; персонаж может свободно передвигаться по обширному миру игры как пешком, так и на автомобилях и других видах транспорта. Особенностью Grand Theft Auto V по сравнению с другими играми серии является возможность переключаться между персонажами в любой момент, как во время выполнения заданий, так и вне их. Многие задания игры связаны с ограблениями и угоном автомобилей; при этом игровой персонаж может участвовать в перестрелках и погонях. Grand Theft Auto Online представляет собой встроенный многопользовательский онлайн-режим, поддерживающий до 30 игроков одновременно — для них предлагаются как кооперативные, так и соревновательные задания.
Разработчики из Rockstar Games заявили, что на момент выхода GTA V является их самым большим и амбициозным проектом с крупнейшим созданным ими открытым игровым миром. GTA V является не только самой дорогостоящей по затратам на разработку и маркетинг игрой в истории, но и одной из самых популярных — на 2022 год её совокупные продажи на всех платформах превышают 160 миллионов копий, уступая лишь продажам Minecraft.

## Игровой процесс
Всего в игре 62 основные миссии и множество побочных. Так как миссии с ограблением можно проходить несколькими способами и в игре имеется 3 концовки, то количество основных миссий увеличивается до 69.

### Персонажи
Впервые в истории серии в игре присутствуют сразу три главных героя — Франклин, Майкл и Тревор, между которыми можно переключаться почти в любое время. В некоторых миссиях доступно два персонажа, в некоторых миссиях игрок поочередно получает под управление сначала одного, а потом другого персонажа. Выбор персонажа осуществляется с помощью специального кругового селектора с четырьмя секторами, причём нижний четвёртый сектор отведён для персонажа, созданного игроком в Grand Theft Auto Online.
Впервые в серии главные персонажи имеют специальные навыки — каждый навык даёт соответствующему персонажу то или иное преимущество.
- У Франклина — замедление времени во время езды в транспорте, что даёт преимущество в манёвренности. Чтобы восполнить шкалу умений Франклина, надо набрать на транспорте максимальную скорость, избегать аварий или ездить по встречной полосе.
- У Майкла — замедление времени во время стрельбы, что облегчает прицеливание. Для заполнения шкалы навыков Майкла требуется ездить на высокой скорости, устранить противника в ближнем бою или убить выстрелом в голову.
- У Тревора — припадки бешенства, благодаря которым он наносит врагам вдвое больше урона, а сам получает вдвое меньше. Шкала навыков Тревора заполняется, когда он убивает противников, делает выстрелы в голову, ездит на высокой скорости и получает урон.

Майкл, Франклин и Тревор начинают игру с разным набором личных характеристик. По мере того как герои набираются опыта, растут и их показатели, а это, в свою очередь, улучшает их навыки, повышает скорость реакции и выносливость. Чем чаще игрок применяет навык, тем быстрее растёт соответствующая характеристика. Например, если Майкл полетает на вертолёте, у него повысится показатель полёта. Личные характеристики индивидуальны для каждого из героев, то есть, если Франклин будет много кататься на автотранспорте, показатель вождение повысится только у него, у Майкла и Тревора эта характеристика останется неизменной.
- Спецспособность. При её использовании будет постепенно повышаться соответствующий показатель, а вместе с ним возрастёт и скорость заполнения шкалы спецспособности.
- Выносливость. Повышенная выносливость позволяет герою дольше бегать, плавать и кататься на велосипеде, прежде чем он устанет, но если продолжать изнурять себя, герой начнёт терять здоровье. При выполнении этих действий данный показатель растёт.
- Стрельба. Высокий показатель стрельбы уменьшает отдачу всех видов оружия и делает героя более метким, кроме того, герой сможет носить больше боеприпасов и быстрее перезаряжаться. Чем больше целей поразит игрок, особенно выстрелом в голову, тем сильнее вырастет его показатель. Чтобы быстрее его повысить, игроку надо будет посещать тир и проходить испытания на меткость.
- Сила. Повышенная сила позволяет наносить больше урона в рукопашном бою, быстрее карабкаться по лестницам, получать меньше урона при падении, аварии, взрыве или возгорании, а также позволяет герою сильнее бить по мячу во время игры в гольф или теннис. Чтобы повысить этот показатель, игрок должен участвовать в драках и заниматься спортом.
- Скрытность. Чем выше показатель скрытности, тем меньше шума издаёт герой при перемещении в обычном и скрытном режиме, кроме того, это позволяет быстрее передвигаться в скрытном режиме. Данный показатель растёт быстрее, если часто использовать скрытное перемещение и убивать врагов.
- Полёт. При низком показателе полёта все пилотируемые героем транспортные средства сильнее подвержены турбулентности. Высокий показатель облегчает пилотирование и обеспечивает более мягкую посадку. Данный показатель влияет на управление всеми видами воздушного транспорта. Чем чаще герой летает, тем выше показатель. Чтобы быстрее его повысить, игрок должен посетить лётную школу.
- Вождение. Высокий показатель вождения облегчает управление транспортным средством в воздухе и при езде на заднем колесе. Чем больше времени герой проводит за рулём, тем быстрее растёт этот показатель, особенно если игрок часто встаёт на заднее колесо или совершает прыжки на машине, приземляясь на все четыре колеса.
- Объём лёгких. Большой объём лёгких означает, что герой может дольше находиться под водой. Чем чаще игрок ныряет под воду, тем быстрее повышается этот показатель.

### Место действия
Местом действия Grand Theft Auto V стал вымышленный город Лос-Сантос (англ. Los Santos), прототипом которого является Лос-Анджелес. Лос-Сантос впервые появился в одной из предыдущих игр серии — Grand Theft Auto: San Andreas, вышедшей в 2004 году. В игре, помимо самого города, также присутствуют прилегающие территории сельской местности, гор, лесов, холмов, и пляжей, в игре получившие название «округ Блейн». Также есть отдельное игровое пространство — вымышленный штат Северный Янктон (англ. North Yankton); вероятно, пародия на реально существующий штат Северная Дакота вблизи с канадской границей. В этом штате всего один мрачный город — Людендорф. В Северный Янктон нельзя попасть, исключение составляют две сюжетные миссии, действие которых разворачивается непосредственно в Людендорфе. Вся карта Лос-Сантоса и его окрестностей открыта игрокам с самого начала. Всего в игре 39 локаций. В январском выпуске журнала Game Informer за 2012 год было опубликовано интервью с Дэном Хаузером, где он рассказал, что размер карты в GTA V будет очень большим.

### Карта и радар
Впервые в серии радар имеет прямоугольную форму и изменяет угол просмотра карты в зависимости от положения камеры. Если персонаж получает какие-либо физические повреждения, радар охватывает красный градиент. Внизу радара расположились шкалы, показывающие уровень здоровья, спецспособности и брони. Также остался со времён GTA IV GPS, прокладывающий кратчайший маршрут, учитывая направление движения дороги, если сесть в транспортное средство. В начале игры показана только та часть карты, которую игрок исследовал. По мере изучения игрового мира игрок сможет полностью увидеть карту.

### Розыск полицией
Если за игроком начинается погоня, радар начинает мигать красно-синим цветом. В GTA IV на радаре чётко определялась зона, выйдя из которой, можно сбросить звезды розыска. В GTA V же эта зона не отмечена, но если уйти на достаточное расстояние и скрыться из зоны видимости, радар перестанет мигать, а звёзды розыска начнут мерцать. Чем меньше времени осталось до успешного ухода от погони, тем больше интервал между мерцанием звёзд. Если попасть в отмеченную на радаре зону видимости полицейских машин или вертолёта, погоня возобновится, но если пересесть на другой транспорт и не угодить в поле зрения полицейских, будут шансы успешно уйти от преследования. Всего в игре можно получить 5 звёзд розыска — за угон и взрыв автомобилей, убийство прохожих и сотрудников полиции, использование гранат, взрывчатки и другие противозаконные действия. За проникновение или пролёт над военной базой и тюрьмой игрок получает 4 звезды розыска.
При получении 1 звезды розыска за игроком начинает преследование небольшая группа полицейских машин. Если начать скрываться с места преступления на глазах у полицейских, игрок тут же получает 2 звезды розыска. При получении 2 звёзд розыска группа преследующих машин увеличивается; полицейские машины чаще встречаются на ближайших дорогах. На 3 звезде розыска к поискам присоединяется вертолёт, а количество полицейских машин также растёт, на дорогах выстраиваются баррикады из полицейских машин. При получении 4 звёзд розыска на игрока начинают охотиться сотрудники FIB (внутриигровая пародия на FBI) и вертолёты, если пытаться уйти от погони на воздушном транспорте. После получения последней, 5 звезды розыска, игрока преследует огромное число полицейских. 6 звезда розыска, которая была в GTA IV, убрана, однако в игру вернулись танки и армия.

### Миссии и занятия
Большое внимание со стороны разработчиков получили миссии и занятия. Для каждого из 3-х главных героев имеются свои миссии, выполнять их можно практически всегда в любом порядке, переключаясь между протагонистами. В предыдущих играх серии было множество однотипных заданий, в GTA V же практически все сюжетные миссии уникальны, от захватывающей погони за собственной яхтой до самого масштабного ограбления федерального резерва. Каждый персонаж имеет своё хобби.

#### Подводный мир
Если же в предыдущих играх серии подводному миру практически не уделялось внимание, то в GTA V он детализирован не хуже, чем суша. Его можно исследовать, занимаясь дайвингом или управляя батискафом. На дне океана по всей карте разбросаны различные объекты — обломки корабля, документы и т. д., которые нужно будет собрать в побочных миссиях. Также в океане можно найти затонувший НЛО.

#### Спорт
В Лос-Сантосе можно не только губить своё здоровье, но и восстанавливать его, занимаясь йогой с персональным тренером Фабиеном Ларушем, триатлоном, катанием на гидроцикле, бейсджампингом, теннисом, в тренажёрном зале и играя в гольф на больших полях Country Club.

#### Ограбления
Одним из ключевых элементов геймплея и нововведений GTA V являются ограбления банков. Ограбление можно совершить несколькими способами, подобрав подходящую команду, которая в зависимости от своих возможностей потребует больший процент от украденных денег. Но малоопытные и недорогие члены команды могут подвести игрока в ответственный момент и игрок может потерять часть украденного.
Можно совершить налёт на обычный магазин или инкассаторский фургон, если надо заработать по-быстрому.

#### Торговля на бирже
На внутриигровых сайтах www.bawsaq.com и www.lcn-exchange.com можно следить за курсом акций и участвовать в торгах. Можно шантажировать частные компании и лица инсайдерской информацией, тем самым устранив конкурентов, или просто их купить.

#### Магазины и развлечения
Потратить незаконно заработанные деньги или же просто расслабиться в Лос-Сантосе можно по-разному:
- Взять в прокат велосипед в Mr. Spoke Bike Rentals на Веспуччи-бич и уворачиваться от туристов и машин
- Купить совершенно легально немного марихуаны в медицинских целях на Веспуччи-бич в Smoke On The Water
- Прикупить себе воздушное судно в Elitas Travel, лидере онлайн-продаж летательных аппаратов для частного сектора
- Укрепить и сохранить семейные отношения у прославленного психотерапевта и медийной фигуры Исайи Фридлендера, из чьего кабинета открывается замечательный вид на побережье Пасифик-Блаффс
- Замазать свои комплексы чернилами в тату-салоне Ink Inc
- Разменять деньги в Limited Gasoline, ведь у них кассы всегда забиты под завязку
- Изменить свой образ до неузнаваемости в парикмахерской Herr Kutz
- Посетить Виноградник Мерлоу, расположенный в винодельческом районе к северу от Лос-Сантоса
- Обзавестись машиной мечты у Legendary Motorsport, ведущего поставщика самых эксклюзивных автомобилей
- Выделить свою машину среди других с помощью Los Santos Customs. После модификации транспорт становится вашей личной собственностью
- Успокоить себя покупкой новенькой бронетехники на сайте Warstock Cache&Carry
- Купить биологически чистой еды для вашего питомца в Animal Ark
- Защитить себя и своих близких, купив несколько пушек в Ammunation
- Проверить свои навыки стрельбы, устроив охоту на животных в Блейн-Каунти
- Полюбоваться красивыми девочками в стриптиз-клубе Vanilla Unicorn
- Обновить свой гардероб в Suburban, Robynson’s и других магазинах одежды

### Коммуникации
Начиная с GTA IV в игре есть мобильный телефон. В GTA V он также присутствует. Он может использоваться для каких-либо действий. Функциональность существенно изменена, по сравнению с телефоном в GTA IV. Телефон можно использовать для доступа в интернет. В интернете можно проверить состояние банковского счёта, купить что-нибудь, почитать блоги известных персон Лос-Сантоса, вступить в секту на www.cultstoppers.com, завоевать социальное самоуважение на www.lifeinvader.com или же просто полюбоваться фотографиями котов.
В игре присутствует пародия на iPhone (iFruit), интерфейс телефона Майкла похож на интерфейс iOS 6 версии. Присутствует пародия и на компьютеры компании Apple, на Windows Phone 8 (интерфейс мобильного телефона Тревора полностью совпадает с интерфейсом Windows Phone 8), на Android, телефон со схожим интерфейсом имеется у Франклина (игровое название — Offdroid).
Есть возможность смотреть телевизор, где идут различные передачи, такие как Остров Реабилитации, Мурхед снова в деле, Съешь собаку, Изнанка Рая, Аутсорсинг имплантатов, Бессильная Злоба и другие.

### Искусственный интеллект
Новое поколение Rockstar Advanced Game Engine подарило NPC новые возможности. Теперь они могут ходить в походы на гору Чиллиад, общаться между собой, стоять в ожидании автобуса, устраивать у себя дома вечеринки и так далее. Если остановиться возле NPC, главный герой попытается с ним поговорить, но обычно NPC уходит, бросая на пол то, что у него находится в руках — кофе, телефон или книгу. Можно последовать за NPC, но через некоторое время он побежит, думая, что вы за ним охотитесь. Если проследовать за NPC женского пола, она вызовет полицию, подумав, что вы маньяк. В редких случаях NPC начинает выяснять отношения с главным героем и дело доходит до драки. На пляже можно найти отдыхающих людей, вечером они разжигают костры, некоторые играют на гитаре и о чём-то вспоминают.

### Мультиплеер
В интервью порталу IGN в марте 2012 года, Дэн Хаузер рассказал о некоторых особенностях многопользовательского режима Max Payne 3. В интервью он рассказал, что, как и в Max Payne 3, в GTA V будет доступна система «банд» (англ. crews) — аналог обычных кланов, которых игроки смогут организовать посредством онлайнового сервиса Rockstar Games Social Club. Также он заявил, что важность мультиплеера за последние несколько лет значительно возросла, поэтому Rockstar Games намеревается активно развивать онлайновые аспекты своих игр. Развитием этих идей стала Grand Theft Auto Online.

### Животные
В Grand Theft Auto V впервые в серии появились животные, с которыми можно взаимодействовать.
Первое упоминание о животных было в дебютном трейлере, где человек совершал пробежку вместе со своим питомцем — собакой. Далее в последующих трейлерах животные также несколько раз были замечены, а в одном даже упомянуты; говорилось о том, что на них можно будет охотиться. Данная фишка сохранилась и в финальном релизе, но в мультиплеере животных не оказалось вообще. Один из главных протагонистов игры — Франклин, имеет собаку по кличке Чоп (англ. Chop), которого можно дрессировать, играть с ним и т. д.
Животный мир в игре достаточно разнообразен: кошки, собаки, рыбы, чайки, олени, койоты и горные львы, кабаны, коровы и даже акулы.

## Сюжет
2004 год, Людендорф, Северный Янктон. Профессиональные грабители и лучшие друзья — Майкл Таунли, Тревор Филипс и Брэд Снайдер совершают налёт на местный банк. Ограбление удаётся, но при отходе машина попадает в аварию, и героям приходится убегать пешком. Брэда и Майкла подстреливает агент ФРБ (игровая пародия на ФБР) — Дейв Нортон. Тревору удаётся сбежать.
Но, как выясняется позже, смерть Майкла была инсценирована: он до ограбления вступил в сделку с коррумпированным агентом ФРБ и начал с ним сотрудничество, и, ради спасения себя и своей семьи, завёл друзей в засаду. Дэйв, пользуясь своей должностью, заметает следы Майкла, а Майкл покупает особняк в Лос-Сантосе на награбленные за все эти года деньги.
Действие игры переносится в 2013 год, в Лос-Сантос, штат Сан-Андреас. Майкл имеет напряжённые отношения с семьёй: его жена Аманда постоянно тратит его деньги и изменяет ему, сын Джимми помешан на видеоиграх и наркотиках, а дочь Трейси пытается попасть в телевидение, в частности в порно-индустрию. Майкл ходит на сеансы к психотерапевту Исайе Фридлендеру, который, по его мнению, ему совсем не помогает.
На улице к Майклу обращаются двое афроамериканцев — Франклин Клинтон и его друг Ламар Дэвис — и спрашивают адрес одного дома. Они угоняют у владельца этого дома два спорткара для работодателя Франклина Симона Етаряна — хозяина автомобильного салона. В салоне Симон продаёт в кредит внедорожник сыну Майкла Джимми. Но вскоре Симон поручает Франклину выкрасть машину из дома Майкла «за просрочку». Франклин пробирается в дом и угоняет машину. Но на заднем сиденье оказывается Майкл, который приставляет пистолет к голове Франклина и заставляет въехать в окно автосалона Етаряна. Майкл избивает Симона за мошенничество, Франклин теряет работу.
Франклин предлагает свои услуги Майклу. Сына Майкла, Джимми, похищают некие бандиты вместе с яхтой Майкла, которую Джимми пытался им продать. Майкл с Франклином спасают Джимми, но яхту упускают. Майкл, застукав Аманду в постели с её тренером по теннису, гонится за ним вместе с Франклином до его дома и, привязав опоры дома к своему пикапу, обрушивает его на землю. Но выясняется, что это был дом подруги главаря мексиканской мафии в Лос-Сантосе, Мартина Мадрасо. Майкл должен за ремонт два с половиной миллиона долларов, и ему приходится вернуться к ограблениям. Он находит своего старого друга, Лестера Креста. Франклин также помогает своему другу Ламару, который связан с группировкой Chamberlain Gangster Families, которой противостоит банда Ballas. Из тюрьмы возвращается один из почётных членов Families, Гарольд «Стретч» Джозеф, с которым Франклин имеет напряжённые отношения. Также Ламар отдаёт Франклину на попечение своего пса Чопа.
Майкл и Лестер подготавливают ограбление ювелирного магазина «Vangelico». Вместе с Франклином и другими членами банды Майкл совершает налёт на магазин и выносит около пяти миллионов долларов. Он расплачивается с Мартином, и вместе с Франклином решает залечь на дно.
Но во время ограбления Майкл выдаёт себя своей фразой, которую сказал в Людендорфе в 2004-м: «Каждый день ты забываешь тысячу мелочей. Пусть это будет одна из них». И его по этой фразе узнаёт Тревор Филипс, который в это время, занимаясь сексом с наркоманкой-байкершей Эшли Батлер, смотрел репортаж новостей об ограблении. Тревор живёт в Сэнди-Шорс, небольшом городке в Округе Блэйн. Он имеет собственную наркокомпанию «Тревор Филипс Индастриз». Но на его пути встают байкеры «Пропащие», которые, после развала клуба в Либерти-Сити, перебрались в Округ Блэйн. Ситуация достигает своего апогея, когда Тревор в порыве ярости убивает их президента, Джонни Клебица, решившего разобраться с Тревором из-за чувств к Эшли. Также бизнесу Тревора мешает латиноамериканская группировка Varrios Los Aztecas, которая нападает на его наркофабрику. Тревор отражает нападение и убивает главаря банды — Ортегу. С Тревором начинает работать Тао Чен, сын Вэя Чена, главаря триады в Сан-Андреасе. Но его переманивают в свой бизнес конкуренты Тревора, братья О’Нил. Тревор уничтожает их дом. Оставшиеся в живых О’Нилы и Вэй Чен жаждут мести (последний же, отец Тао желает этого из-за того, что они потеряли покупателя из-за Филипса).
С помощью своего друга Уэйда Тревор находит Майкла в Лос-Сантосе. Друзья воссоединяются, но имеют напряжённые отношения — Тревор считает Майкла предателем, инсценировавшим смерть и скрывшимся с деньгами. Майкл встречается с Дейвом Нортоном и его коллегой Стивом Хейнсом и, по их поручению, с Тревором и Франклином спасает нужного ФРБ человека Фердинанда Керимова из здания ЦУР (игровая пародия на ЦРУ). Затем, под руководством Тревора, герои крадут секретное оружие у частной военной компании Merryweather, которое, однако, приходится вернуть. Майкл ссорится с семьёй, и Аманда с детьми уезжают. Майкл, Тревор и Франклин по поручению ФРБ грабят инкассаторский фургон с деньгами, и Майкл знакомится с Дэвином Уэстоном, богатым бизнесменом, который поручает героям украсть для него несколько редких машин. Уэстон представляет Майкла Соломону Ричардсу, знаменитому кинорежиссёру, который предлагает де Санте быть продюсером его нового фильма.
Майклу звонит Мартин Мадрасо, и предлагает ему работу. Вместе с Тревором он сбивает реактивный самолёт и крадёт из него ценные бумаги для Мадрасо. Но Мартин отказывается платить, и Тревор в злости нападает на Мартина и похищает его жену Патрицию, с которой у него впоследствии возникают романтические отношения. Майклу и Тревору приходится на время покинуть город, и они поселяются в трейлере Филипса в Сэнди-Шорс. Тревор со своим другом Роном угоняет самолёт Merryweather с оружием, но его подбивают истребители. Вместе с Майклом и Франклином Тревор убивает оставшихся в живых братьев О’Нил. Затем они совершают налёт на банк в Палето-Бэй, но большая часть вырученного отдаётся ФРБ. Для расплаты с Мадрасо Майкл и Тревор грабят поезд Merryweather. Наконец, вместе с Дейвом Нортоном и Стивом Хейнсом, они крадут нейротоксин из военной лаборатории. Тревор возвращает жену Мартину, Майкл возвращается в город.
Герои готовятся к главному ограблению в игре — ограблению Федерального хранилища. Тревор внезапно задаётся вопросом, кто находится в могиле Майкла Таунли вместо него. Тревор решает добраться до Людендорфа, чтобы все узнать. Майкл в погоне за ним также летит в Янктон. Тревор раскапывает могилу и находит в ней тело Брэда. Внезапно появляются бандиты Вэя Чена. Тревор сбегает, Майкл же попадает в плен к китайцам. Франклин тем временем доставляет все машины Уэстону, но Дэвин отказывается платить. С помощью Лестера Франклин находит Майкла и спасает его. Майкл возвращается на киностудию. Дэвин Уэстон пытается сорвать съемки нового фильма Ричардса, но Майкл останавливает его. С помощью доктора Фридлендера, Майкл воссоединяется с семьёй. Вместе с Франклином Майкл совершает налёт на здание FIB и крадёт ценные файлы для Нортона и Хейнса, попутно удаляя свои файлы из базы FIB. Нортон назначает встречу Майклу, которая оказывается засадой агентов FIB, IAA и Merryweather. С помощью внезапно появившегося Тревора, Майкл и Дейв спасаются.
Тем временем Друг Франклина, Ламар, попадает в плен к Ballas на лесопилке в Палето-Бэй. С помощью Майкла и Тревора Франклин спасает Ламара. Как выясняется, за этим стоял Стретч, предавший банду и переметнувшийся к Ballas. Стив Хейнс и Дейв Нортон поручают Франклину убить Тревора, который является большой проблемой для них. Майкл и Джимми направляются на премьеру фильма Соломона Ричардса «Катастрофа», продюсером которого является Майкл. Но на особняк Майкла нападают агенты Merryweather, нанятые Дэвином Уэстоном. Майкл убивает всех агентов и спасает семью. Герои совершают налёт на Федеральное хранилище, и выносят слитки золота суммой в 200 миллионов долларов. К Франклину же приходит Дэвин Уэстон и поручает убить Майкла.
После чего перед игроком стоит выбор: либо убить Тревора, либо убить Майкла, либо спасти обоих. Это вторая игра серии GTA (после GTA IV), которая предусматривает не одно окончание сюжета.
Концовка 1: Убить Тревора (Something Sensible). Франклин решает убить Тревора по приказу ФРБ. Майкл неохотно соглашается помочь. Франклин назначает Филипсу встречу на окраине города. Узнав о намерениях Клинтона, Тревор пытается сбежать, Франклин пытается догнать его. Погоню прерывает Майкл, который сбивает пикап Тревора, и тот врезается в цистерну с бензином. Бензин разливается, и раненый Тревор вываливается из машины. Франклин стреляет в него или в бензин (если Франклин долго не будет стрелять, то это сделает Майкл), и Тревор сгорает заживо. Merryweather теряет разрешение на действие на территории США, поэтому Дэвину нечем угрожать. Майкл и Франклин сохраняют дружеские отношения, но опции гулять друг с другом больше нет.
Концовка 2: Убить Майкла (The Time’s Come). Франклин решает убить Майкла по приказу Дэвина Уэстона. Франклин обращается за помощью к Тревору, но он отказывается помочь. Франклин назначает Майклу встречу на окраине города. Узнав о намерениях Клинтона, Майкл пытается сбежать, Франклин пытается догнать его. Майкл пытается сбежать на строительных лесах сельской электростанции, но Франклин догоняет его и скидывает с вышки (есть опция спасти Майкла, но он сам отпустит руку и упадёт). Тревор и Франклин разрывают отношения.
Концовка 3: Спасти обоих (The Third Way). Франклин обращается к Лестеру за помощью. Тот предлагает заманить агентов ФРБ и Merryweather в литейную на окраине города, где якобы будет переплавляться золото, украденное из Федерального хранилища. Франклин также зовёт на помощь Ламара. Герои собираются в литейной и расправляются со всеми прибывшими агентами. После бойни они решают покончить со всеми своими врагами: Дэвином Уэстоном, Стивом Хейнсом, Вэем Ченом и Стретчем; Лестер находит их местоположение. Майкл убивает Стретча, Франклин убивает Вэя Чена, Тревор убивает Стива Хейнса и похищает Дэвина Уэстона из его особняка за городом, попутно расправившись с агентами Merryweather, охраняющими особняк. Тревор отвозит Дэвина к обрыву неподалёку от Палето-Бэй, после чего герои сталкивают машину с Уэстоном в воду, и она взрывается. Герои решают остаться друзьями, хотя Тревор так и не прощает Майклу его поступок.

### Главные герои

Протагонисты GTA V

В Grand Theft Auto V три главных героя с разными историями. У каждого из них свои черты характера, хобби, круг интересов, друзей, определённые навыки и свой уникальный транспорт. Игроки смогут переключаться между этими персонажами в любой момент, совместно выполняя ими задания. По словам разработчиков, Майкл был первым придуманным героем, после был создан Тревор, Франклин стал последним. В одном из интервью Дэн Хаузер рассказал, что изначально в сюжете должен был присутствовать только Майкл, но один из разработчиков предложил сделать 3-х персонажей.
- Франклин Клинтон — один из трёх главных героев Grand Theft Auto V, афроамериканец, 25 лет. В начале игры работает на армянского криминального автодилера Симона Етаряна. Позже под его опеку попадает ротвейлер по кличке Чоп. В конце ему предстоит выбор: убить Майкла, Тревора или оставить всех. Озвучивал Шон Фонтено[19].
- Майкл де Санта (может умереть при выборе одной из концовок) — бывший грабитель банков, якобы находящийся под программой защиты свидетелей ФРБ[источник не указан 1313 дней], хотя в игре неоднократно намекают на то, что это сделка исключительно между Майклом и Дэйвом. Майклу 48 лет, он живёт в своём доме в районе Рокфорд-Хиллз (местный Беверли-Хиллз) со своей женой Амандой и двумя детьми — Трейси и Джимми, с которыми он «не может найти общий язык». Майкл впервые появился в качестве рассказчика в первом трейлере GTA V в 2011 году. Озвучивал Нед Люк[19].
- Тревор Филипс (может умереть при выборе одной из концовок) — старый лучший друг Майкла, грабивший банки вместе с ним. Бывший военный лётчик, подсевший на наркотики. Озвучивал Стивен Огг[19].

## Оружие и снаряжение
Впервые в истории серии Grand Theft Auto главный герой может носить с собой сразу несколько видов оружия одного типа, выбирая его с помощью «кругового селектора», разбитого на восемь слотов, содержащих разный тип. Подобный «круговой селектор» Rockstar Games впервые использовала в игре 2010 года — Red Dead Redemption. В специализированном магазине по продаже оружия «Амму-нация» (англ. Ammu-Nation), можно приобрести новое оружие, а также «прокачать» его, устанавливая на него прицелы, глушители, фонари, магазины увеличенной ёмкости и прочее. Изначально в игре присутствовало около 30 видов оружия и снаряжения, но со временем с выходом обновлений его разнообразие значительно выросло.

## Саундтрек
Как и в предыдущих играх серии, в GTA V, радиостанции наполнены разнообразной музыкой. Всего в игре 18 радиостанций. Впервые в серии музыка звучит во время прохождения миссий.

## Разработка игры
В сентябре 2009 года генеральный директор Take-Two Interactive Штраус Зельник сказал, что Grand Theft Auto V не собираются анонсировать в ближайшее время. В ноябре того же года, в интервью сайта The Times Дэн Хаузер подтвердил, что разработка GTA V уже идёт, а сценарий игры достигнет 1000 страниц. В июле 2010 года Rockstar Games разместила семь вакансий, которые могли быть связаны с разработкой следующей серии Grand Theft Auto.
25 октября 2011 года на официальном сайте компании Rockstar Games появился баннер с логотипом игры, под которым сообщалось, что 2 ноября 2011 года в 12:00 EDT (17:00 UTC), выйдет первый трейлер к игре. В назначенное время вышел трейлер Архивная копия от 10 декабря 2012 на Wayback Machine, содержащий кадры из города Лос-Сантос, прототипом которому послужил Лос-Анджелес, а анонс самой игры состоялся на следующий день, 3 ноября.
12 июля 2012 года, отвечая на вопросы по Max Payne 3 и Grand Theft Auto V, компания уверила фанатов, что игра находится в активной разработке, а продолжительные отсутствия какой-либо информации объясняется тем, что команда хочет сохранить интригу до самого выхода игры. Rockstar Games опубликовала первые два скриншота игры, изображающие Лос-Сантос. Также они заявили, что в GTA V появятся самолёты, так как, по их словам, это самый большой внутриигровой мир, который они когда-либо создавали с ещё более улучшенным искусственным интеллектом.
31 июля 2012 года компанией Take-Two Interactive были предоставлены отчёт за прошедший финансовый квартал и график релизов на год вперёд. Grand Theft Auto V была в этом списке, но без даты релиза. Также компания подтвердила, что игра находится в процессе производства.
1 августа 2012 года пользователями GTAForums.com было обнаружено, что Rockstar Games 25 июля завела новую учётную запись Архивная копия от 5 января 2018 на Wayback Machine в Twitter и вновь открыла сайт Архивная копия от 30 октября 2012 на Wayback Machine, посвящённый «Epsilon Program», вымышленной религии из серии Grand Theft Auto, которая является внутриигровой пародией на существующее религиозно-философское движение саентология.
В августе 2012 года было опубликовано 10 скриншотов, демонстрирующих геймплей игры.
19 октября 2012 года Rockstar Games обратилась к своим фанатам с просьбой высказать свои мнения о системе «банд» в сервисе Rockstar Games Social Club, а также присылать на электронную почту свои предложения по улучшению данной системы в GTA V.
30 октября 2012 года Rockstar Games официально анонсировала дату выхода Grand Theft Auto V на консоли седьмого поколения Xbox 360 и PlayStation 3 — весна 2013 года, также компания сообщила, что предварительный заказ игры станет доступным 5 ноября 2012 года.
5 ноября 2012 года Rockstar Games объявила об официальном старте предварительных заказов в США, Канаде и Великобритании. Комплекты, поступившие в магазины с сопроводительным письмом от Rockstar Games с ограниченным тиражом, включают в себя постеры и карманный диаскоп для просмотра слайдов с пейзажами из Лос-Сантоса.
8 ноября 2012 года Game Informer представил обложку декабрьского журнала, просвещённого Grand Theft Auto V. Превью содержало большое количество информации об игре, эксклюзивные скриншоты, арты и интервью с Дэном Хаузером. В последующие дни было опубликовано очень большое количество информации, превью по игре, игровых скриншотов и артов от разнообразных игровых порталов и изданий Северной Америки и Европы.
14 ноября 2012 года был опубликован второй трейлер Архивная копия от 16 января 2013 на Wayback Machine Grand Theft Auto V, демонстрирующий моменты игрового процесса, игровые локации, персонажей и трёх главных героев. 15 ноября компания 1С-СофтКлаб сообщила, что она станет официальным дистрибьютором GTA V для Xbox 360 и PlayStation 3 в России.
30 апреля 2013 года были выпущены три трейлера о главных героях игры, демонстрирующих жизнь протагонистов.
9 июля 2013 года был выложен геймплейный трейлер игры. Он больше напоминал обычный трейлер, но многие элементы геймплея игры были в нём показаны.
15 августа 2013 года вышел геймплейный трейлер многопользовательского режима игры под названием Grand Theft Auto Online. Также появилось превью режима. Было официально объявлено, что мультиплеер будет доступен 1 октября 2013 года.
Выход игры изначально планировался на весну 2013 года, но был отложен на 17 сентября 2013 года для Xbox 360 и PlayStation 3.
17 сентября 2013 года игра официально поступила в продажу для Xbox 360 и PS3.
9 июня 2014 года, на игровой выставке E3 2014 в Лос-Анджелесе GTA V была официально анонсирована на Windows, Xbox One и PlayStation 4. Выход был запланирован на осень, но вскоре было объявлено, что версия для PC-совместимых компьютеров выйдет 27 января 2015 года, в то время, как версии для Xbox One и PlayStation 4 выйдут 18 ноября 2014 года. 13 января 2015 года PC-версия игры была перенесена на 24 марта 2015 года. 24 февраля релиз в очередной раз был перенесён — на этот раз на 14 апреля. Согласно Rockstar, потребовалось дополнительное время на «шлифовку» игры.
3 апреля 2015 года техподдержка Rockstar Games Twitter, что 7 апреля стартует предварительная загрузка (для тех, кто сделал предзаказ) игры из Rockstar Warehouse Архивная копия от 21 сентября 2014 на Wayback Machine и Steam. Однако, если предзаказ был сделан у других ретейлеров, информацию о предварительной загрузке нужно уточнять у них.

### Бюджет и продажи
К середине 2013 объём средств, вложенных в разработку и продвижение игры, превысил 135 млн. долл. США. По мнению журнала The Economist, эта сумма является рекордной для игровой промышленности. Конечный бюджет игры составил 270 млн долл. США, что не только стало рекордом в игровой индустрии, но и превысило бюджет большинства блокбастеров (дороже стоили съёмки только «Пиратов Карибского моря 3» — 300 млн долларов, для сравнения — бюджет «Аватара» составил 237 млн.).
Продажи игры в первые 24 часа составили более 800 млн долл. США, что в пересчёте на количество проданных копий игры составляет около 11,21 млн штук. По прогнозу The Economist, общая выручка от продаж игры может превысить 1 млрд долл, однако эту оценку можно считать заниженной, учитывая, что согласно VGChartz за первую неделю продаж GTA V уже принесла 1,15 миллиарда долларов. Таким образом, игра уже превзошла рекорд своей предшественницы, продажи которой в первый месяц составляли $900 млн. 7 октября 2013 года GTA V стала самой продаваемой игрой в PlayStation Store, побив рекорд, установленный The Last of Us. 8 октября 2013 года GTA V побила сразу несколько рекордов Книги рекордов Гиннесса — самая продаваемая видеоигра за 24 часа, самая продаваемая игра жанра экшн-приключение за 24 часа, самая быстро заработавшая свой первый миллиард долларов видеоигра, самый просматриваемый трейлер игры жанра экшн-приключение и ещё несколько других. Цифровая версия копии игры была выпущена 18 октября 2013 года в Xbox LIVE и стала самой продаваемой игрой за 24 часа и 7 дней в магазине приложений Xbox 360.
Летом 2018 года, благодаря уязвимости в защите Steam Web API, стало известно, что точное количество пользователей сервиса Steam, которые играли в игру хотя бы один раз, составляет 12 604 123 человека.

### Загружаемый контент
В ноябре 2012 года Штраус Зельник в интервью сайту VideoGamer.com рассказал, что для игры Rockstar Games планирует много «интересного» загружаемого контента (англ. DLC). Дополнения добавляют новый транспорт, оружие, одежду, причёски и т. д. в одиночную кампанию и в Grand Theft Auto Online. Только для мультиплеера добавляются новые жесты, новые возможности геймплея (например, редактор миссий), исправляются различные ошибки и баги.

## Выпуск

### Рекламная кампания

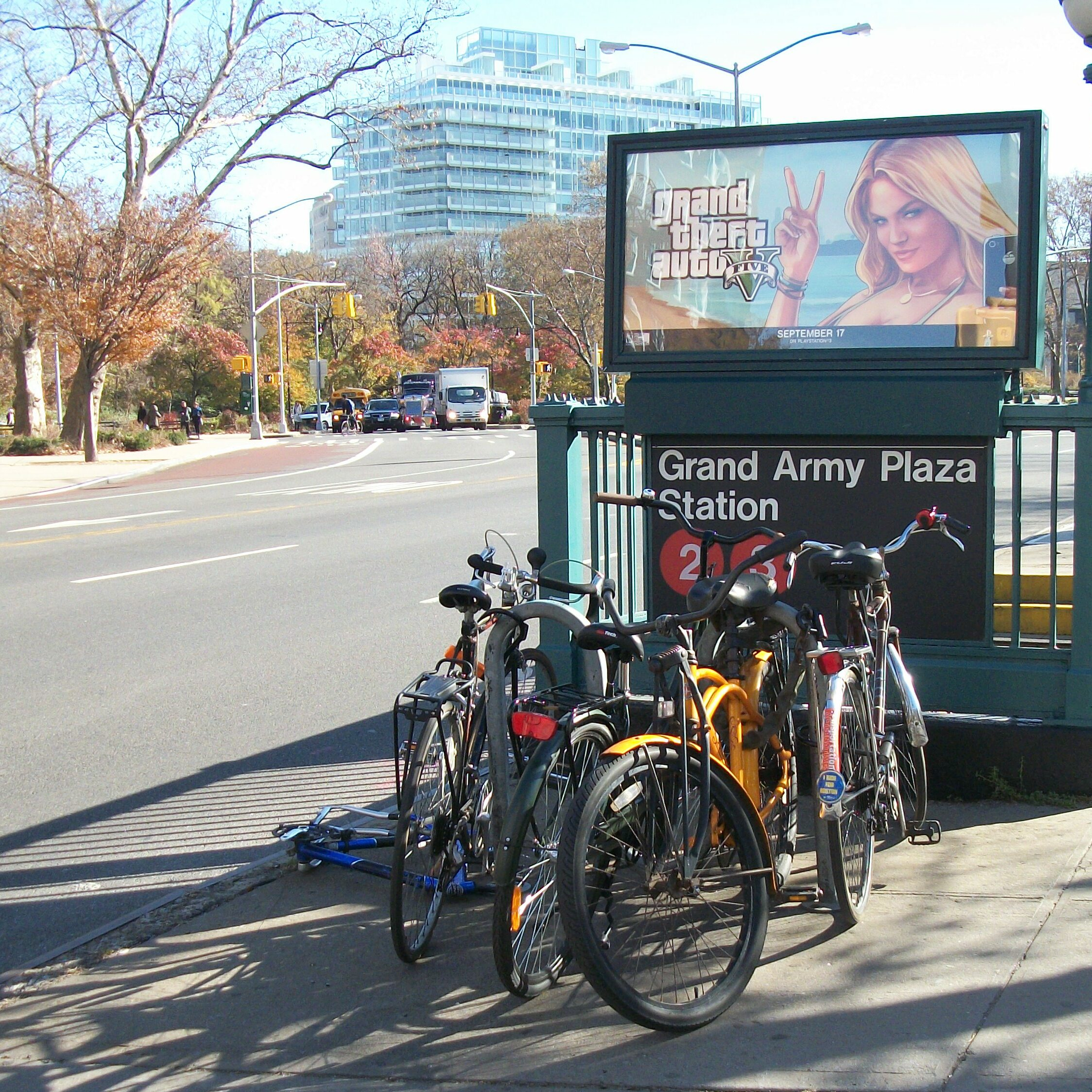
Реклама Grand Theft Auto V в Нью-Йорке

Рекламная кампания Grand Theft Auto V представлена из трейлеров, скриншотов и артов к игре, а также интервью различным журналам.

#### Трейлеры
| № трейлера | Продолжительность | Саундтрек                                  | Дата анонса          | Дата выхода         | Ссылка |
| --- | ----------------- | ------------------------------------------ | -------------------- | ------------------- | ------ |
| 1 | 1:24              | «Ogdens' Nut Gone Flake» — The Small Faces | 25 октября 2011 года | 2 ноября 2011 года  | [ 25 ] |
| Трейлер содержит кадры из города Лос-Сантос, прототипом которому послужил Лос-Анджелес. Среди территорий штата показывается Vinewood, за основу которого был взят Голливуд. |                   |                                            |                      |                     |        |
| 2 | 1:50              | «Skeletons» — Стиви Уандер                 | 5 ноября 2012 года   | 14 ноября 2012 года | [ 45 ] |
| Трейлер демонстрирует моменты игрового процесса, игровые локации, персонажей и трёх главных героев.                                                                         |                   |                                            |                      |                     |        |

#### Скриншоты
12 июля 2012 года, отвечая на вопросы по Max Payne 3 и Grand Theft Auto V, компания уверила фанатов, что игра находится в активной разработке, а продолжительные отсутствия какой-либо информации объясняется тем, что команда хочет сохранить интригу до самого выхода игры. Чтобы как-то успокоить фанатов, Rockstar Games опубликовала первые два скриншота игры, изображающие Лос-Сантос.
20 августа 2012 года компания Rockstar Games на официальном сайте показала первую порцию скриншотов под названием «Транспорт», изображающие транспортные средства в GTA V — велосипед, спортивный автомобиль и истребитель. Через два дня были опубликованы ещё три скриншота под названием «Свободное время», показывающие виды досуга — гонка эндуро, игра в теннис на корте посреди роскошного поместья и экстремальный бейсджампинг в горном ущелье. Ещё через два дня были опубликованы последние четыре скриншота GTA V под общим названием «Бизнес», на них были изображена преступная деятельность и погони от полиции в игре.
7 ноября 2012 года британский развлекательный журнал ShortList проводя конкурс и разыгрывая рекламные промопредметы за предзаказ GTA V, обнародовал новый скриншот игры с изображённым на нём мужчиной, движущийся на водном мотоцикле с пистолетом-пулемётом IMI Mini Uzi в руках.
24 декабря 2012 года Rockstar Games опубликовала порцию скриншотов под названием «Наслаждение», показывающие различные ситуации в игре.
27 марта 2013 года Rockstar Games опубликовала ещё порцию скриншотов под названием «Небо, вода, суши» 10 скриншотов.
16 апреля 2013 года были опубликованы 2 арта под названием «Cash and Carry».
30 апреля 2013 года состоялся выход трейлера «Michael. Franklin. Trevor».

#### Арты
24 октября 2012 года был представлен первый арт под названием «Борьба с вредителями» (англ. Pest Control), изображающий сцену ограбления ювелирного магазина, ранее показанную в первом трейлере. 27 октября 2012 года на одном польском сайте были выложены фотографии рекламных промо-плакатов GTA V, на которых указана дата выхода игры — весна 2013 года (англ. Pre-Order Now. Spring 2013). На них также изображён, как и ранее выпущенный арт «Борьба с вредителями», так и изображение латиноамериканского мужчины с битой и псом породы ротвейлер на цепи в руках, который был опубликован компанией Rockstar Games несколькими днями позже. 5 ноября 2012 года, в день старта предварительных заказов, был выпущен новый арт под названием «Пляжная погода» (англ. Beach Weather), изображающий девушку в бикини на пляже, фотографирующую себя на смартфон выдуманной торговой марки iFruit (который впервые упоминается разработчиками Rockstar Games в Grand Theft Auto: Vice City Stories и является, по сути, внутриигровой пародией на iPhone от Apple ещё со времён Grand Theft Auto IV). 30 ноября 2012 года был опубликован очередной арт, изображающий одного из главного героев — Тревора.

#### Game Informer
11 октября 2012 года Энди Макнамара, главный редактор журнала Game Informer сообщил в своём Твиттере, что он находится в Нью-Йорке с целью посмотреть на GTA V. Он объявил, что игра появится на обложке декабрьского выпуска журнала. Позднее, 26 октября Энди уточнил, что журнал поступит в продажу, утром 8 ноября 2012 года, а во второй половине дня станет доступна для покупки цифровая версия. Журнал будет содержать более 18 страниц текстового превью и скриншотов из игры.
8 ноября 2012 года в намеченное время — 11:00 CST (17:00 UTC), Game Informer представил обложку декабрьского журнала просвещённого Grand Theft Auto V. Через 3 часа стал доступен для покупки сам журнал. Превью содержало большое количество информации об игре, эксклюзивные скриншоты, арты и интервью с Дэном Хаузером. В последующие дни было опубликовано очень большое количество информации, превью по игре, игровых скриншотов и артов от разнообразных игровых порталов и изданий Северной Америки и Европы.

### Различия между версиями
В новой версии для PlayStation 4, Xbox One и Windows разработчики обещают тщательно переработанную графику, в том числе увеличенную дальность прорисовки, выводимое разрешение Full HD, текстуры повышенного разрешения, более проработанные модели людей и объектов, больше травы, деревьев и другой растительности, улучшенные освещение, тени и погодные эффекты, более плотный поток транспорта и людей, улучшенную физику разрушений, больше животных и другие визуальные доработки.
Коснутся изменения и контента — новые модели оружия, автотранспорта, одежды и других вещей. Максимальное количество игроков на одном сервере в мультиплеерном режиме GTA Online возрастёт до 30, добавятся новые задания и испытания.
Эксклюзивно ПК-версия получит встроенный видеоредактор и настраиваемую графику.
Весь прогресс с прошлой версии можно будет перенести на абсолютно любую платформу.

#### ПК-версия
13 января 2015 года разработчики представили системные требования для ПК-версии игры. GTA V поддерживает только 64-битные версии системы Windows, а также размер игры составит 65 ГБ. На ПК игра вышла 14 апреля 2015 года.
Также Rockstar Games заявили о следующих возможностях:
- Включение GTA Online для ПК с поддержкой до 30 игроков, а также GTA Online Heists (для консолей будет запущен в ближайшие недели до запуска для ПК).
- Высокий уровень детализации на 1080p, 60 кадров в секунду с 4K разрешением и поддержка тройных конфигураций монитора (англ. triple monitor configurations).
- GTA V для ПК также включает в себя новый видеоредактор (The Rockstar Editor), который даёт игрокам полный набор инструментов для создания, редактирования и публикации игрового видео в Social Club и YouTube.

В ходе пресс-конференции PlayStation 5 Rockstar Games анонсировала выход игры на платформах PlayStation 5 и Xbox Series X/S. Также 15 марта 2022 года Grand Theft Auto Online вышла как самостоятельная игра.
В марте 2025 года вышло издание Grand Theft Auto 5 Enhanced.

## Отзывы и критика
| Сводный рейтинг       | Сводный рейтинг                                                        |
| Агрегатор             | Оценка                                                                 |
| --------------------- | ---------------------------------------------------------------------- |
| GameRankings          | (PS3) 97,01 % (X360) 96,10 % (XONE) 98,33 % (PS4) 96,33 % (PC) 95,07 % |
| Metacritic            | (X360) 97/100 (PS3) 97/100 (ПК) 96/100 (PS4) 97/100 (XONE) 97/100      |
| OpenCritic            | 92 %                                                                   |
| Иноязычные издания    |                                                                        |
| Издание               | Оценка                                                                 |
| CVG                   | 10/10                                                                  |
| Destructoid           | 9/10                                                                   |
| Edge                  | 10/10                                                                  |
| Eurogamer             | 10/10                                                                  |
| Game Informer         | 9,75/10                                                                |
| GameSpot              | 9/10                                                                   |
| GamesRadar+           | [ 102 ]                                                                |
| GameTrailers          | 9,8/10                                                                 |
| IGN                   | 10/10                                                                  |
| Joystiq               | [ 105 ]                                                                |
| OXM                   | 10/10                                                                  |
| The Guardian          | [ 107 ]                                                                |
| The Independent       | [ 108 ]                                                                |
| The Mirror            | [ 109 ]                                                                |
| The Telegraph         | [ 110 ]                                                                |
| Metro                 | 10/10                                                                  |
| God is a Geek         | 10/10                                                                  |
| Русскоязычные издания |                                                                        |
| Издание               | Оценка                                                                 |
| 3DNews                | 10/10                                                                  |
| Absolute Games        | 95 %                                                                   |
| Gametech              | 10/10                                                                  |
| GoHa.Ru               | 10/10                                                                  |
| «IGN Россия»          | 8,5/10                                                                 |
| PlayGround.ru         | 10/10                                                                  |
| Riot Pixels           | 94/100                                                                 |
| StopGame.ru           | «Изумительно»                                                          |
| «Игромания»           | 10/10 (журнал) 9,5/10 (сайт)                                           |
| «Игры Mail.ru»        | 10/10                                                                  |
| «Канобу»              | 10/10                                                                  |
| Overclockers          | 9,9/10                                                                 |

### Награды
В октябре 2012 года, находясь ещё на стадии разработки Grand Theft Auto V была удостоена тридцатой ежегодной британской игровой премии Золотой джойстик-2012 (англ. «Golden Joystick Awards») в категории «Самый ожидаемый проект».
На церемонии Golden Joystick Awards 2013 игра получила приз в категории «Игра года».
Grand Theft Auto V получила премию BAFTA в области игр 2014 года в номинациях «British Game», «Game Design» и «Multiplayer».
Grand Theft Auto V выиграла в номинациях «Игра года» и «Лучший саундтрек» по версии VGX 2013.
Игра победила в номинации «Игра года» (2013), а также заняла второе место в номинации «Графика года» (2013) журнала «Игромания», а также заняла второе место в номинации «Игра года» сайта Igromania.ru. Вдобавок она победила в номинации «Экшен десятилетия» в итогах десятилетия 2010—2019 от «Игромании».

### Споры
Игра была подвергнута резкой критике за сцены пыток и сексизм. В миссии, где Тревор допрашивает заложника, игроку выпадает возможность применить любое орудие пыток. Журналисты описывали сцену пыток как политический комментарий, некоторые считали, что миссия вызывает проявление бестактности. Подобное мнение высказывалось со стороны политиков и благотворительных организаций по борьбе с пытками. Игра считалась предметом обсуждения по поводу сексизма. Кэролайн Петит, обозреватель GameSpot, охарактеризовала игру как неприязнь по отношению к женщинам. Мнение журналистки вызвало свыше 20 тыс. негативных комментариев, причём многие обозреватели поддержали её комментарий. Телезвезда Карен Гравано и актриса Линдси Лохан подавали в суд на Rockstar, утверждая, что персонажи в игре срисованы с их образов. Позже их иски были отклонены. Австралийская сеть розничных магазинов Target сняла игру с продаж в связи с многочисленными жалобами на показанное в игре насилие над женщинами.